# Grand Hôpital de l'Est Francilien (site de Marne-la-Vallée)
Le Grand Hôpital de l'Est Francilien de Marne-la-Vallée est l'un des 4 établissements constituant le Grand Hôpital de l'Est Francilien. Il est situé à Jossigny en Seine-et-Marne au sein de la Communauté d'agglomération de Marne et Gondoire, à environ 6 km de Lagny-sur-Marne dont il a remplacé le centre hospitalier.
C'est un établissement « MCO » (médecine, chirurgie et obstétrique) et psychiatrique de 762 lits et places, installés dans un bâtiment neuf de 78 000 m2, ouvert à la fin de l'année 2012. Il s'agit du troisième hôpital de Seine-et-Marne par sa taille.
Le Centre Hospitalier de Marne-la-Vallée est situé sur un territoire en pleine expansion économique et démographique, mais dont les indicateurs de santé sont dégradés.

## Histoire
À partir de 2005, les établissements de Lagny, Meaux et Coulommiers ont constitué un Groupement de Coopération Sanitaire (GCS) de moyens dénommé Groupe Hospitalier de l’Est Francilien. Depuis 2009, une direction commune gère ces trois centres hospitaliers. En 2017, ces établissements fusionnent formellement.
Le Centre Hospitalier de Marne-la-Vallée, remplace l'ancien Centre hospitalier Lagny - Marne la Vallée, inauguré en 1879 mais dont l'histoire remonte à l'époque de Louis XIV qui transforma le vieil Hôtel-Dieu en hôpital général en 1672. L'ancien établissement souffrait à la fois d'une capacité d'accueil limitée, d'une difficulté d'accès par les transports en commun, d'une certaine vétusté et surtout mal centré dans sa zone d'influence. Ce dernier n'est pas détruit mais modulé pour l'accueil des services de gériatrie.
Le nouveau centre, dont la construction a débuté en 2009, a été réceptionné en 2012. Le coût total de l'hôpital est estimé à 265 millions d'euros. Environ 3 000 emplois sont créés pour le nouveau centre (moins les transferts des personnels de Lagny).
Son service des urgences est le plus important d'Île-de-France (hors hôpitaux universitaires) et accueille en 2019 plus de 160 000 passages par an, malgré des départs en cascade au sein du service

## Institut de formation en soins infirmiers - IFSI
Situé à Serris, dans le quartier de la gare RER du Val d'Europe, il accueille environ 200 élèves infirmiers répartis en quatre promotions (1re année, 2e année, 3e année et 3e année en validation du Diplôme d’État - DE).

## Accessibilité
Il est accessible par la route départementale 231 reliant Lagny-sur-Marne à Provins, par l'autoroute A4 (sortie no 12 « Marne-la-Vallée - Val d'Europe » depuis Paris ou Reims et sortie no 13 « Marne-la-Vallée - Val de Lagny - Provins - Serris » depuis Reims.
Il se trouve aussi à proximité de la gare du Val d’Europe, desservie par le RER A.

## Ressources humaines
Avec 2 117 agents en 2013, le centre hospitalier de Marne-la-Vallée est l'un des plus gros employeurs de Seine-et-Marne. La composition du personnel est de :
- 348 personnels médicaux : 189 praticiens hospitaliers, 90 attachés, 52 internes, 43 sages-femmes, etc. ;
- 1 375 personnels soignants : 534 infirmières, 343 aides-soignantes, 141 agents des services hospitaliers qualifiés, 49 cadres de santé, 47 psychologues, etc. ;
- 195 personnels administratifs ;
- 199 personnels techniques et ouvriers.